# Tupilakosaurus
Tupilakosaurus is een geslacht van uitgestorven temnospondyle Batrachomorpha (basale 'amfibieën'). Het leefde in het Vroeg-Trias (Indien, ongeveer 251 miljoen jaar geleden) en zijn fossiele overblijfselen zijn gevonden in Groenland, Spitsbergen en Rusland.

## Naamgeving
De typesoort Tupilakosaurus heilmani werd in 1954 benoemd door Eigil Nielsen. Het holotype is MGUH VP 3328, een gedeeltelijk skelet met schedel, gevonden nabij Kaap Stosch in Groenland en daterend uit het Vroeg-Trias. De geslachtsnaam verwijst naar de Tupilak, een wraakbeeld van de Inuit. De soortaanduiding eert Gerard Heilman.
Later werden andere fossielen gevonden in Rusland benoemd als een tweede soort Tupilakosaurus wetlugensis Shishkin 1960, gebaseerd op holotype PIN 1025/1. De soortaanduiding verwijst naar de rivier de Wetloega. Talrijke fossielen zijn aan deze soort toegewezen. Fossielen zijn ook gemeld uit Spitsbergen.

## Beschrijving
Tupikalosaurus had een relatief klein, langwerpig en salamanderachtig lichaam. De schedel, driehoekig en kort, was niet langer dan tien centimeter. De oogkassen waren groot, terwijl de snuit bijzonder kort was. Over het algemeen was Tupilakosaurus niet langer dan zestig centimeter.

## Classificatie
Tupilakosaurus wordt beschouwd als een vertegenwoordiger van een groep typische temnospondyle amfibieën uit het Perm, de dvinosauriërs. Het lijkt erop dat Tupilakosaurus een van de weinige amfibieën was die ongedeerd de castrofale Perm-Trias-massa-extinctie overleefden en het verspreidde zich aanzienlijk in het Vroeg-Trias, waarbij hij profiteerde van het feit dat na het uitsterven de meeste niches onbezet waren. Zijn naaste verwant kan Slaugenhopia uit het late Vroeg-Perm zijn geweest. Meer recente vormen, zoals Dvinosaurus uit het Laat-Perm, lijken meer geëvolueerd te zijn gezien de meer langwerpige snuit.